# El Caire Històric

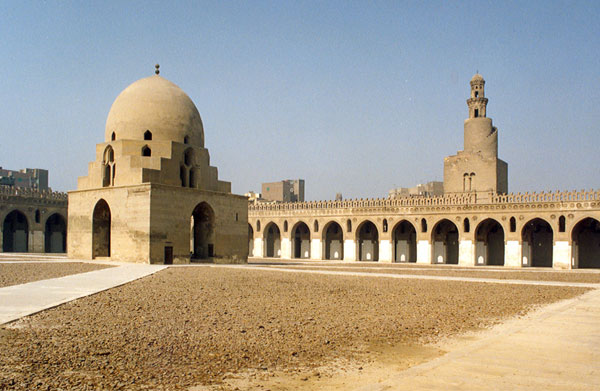
La mesquita d'Ibn Tulun.

El Caire històric és un conjunt monumental integrat per una àmplia sèrie d'edificis islàmics bastits a partir de la conquesta del Caire per Amr ibn al-As (641). Aquests edificis es troben concentrats sobretot dins dels murs de l'antiga ciutat fatimita (l'actual nucli antic de la ciutat), i els cementiris. El Caire històric fou declarat Patrimoni de la Humanitat per la UNESCO el 1979. Aquest conjunt patrimonial està format per construccions de diversos tipus: mesquites, madrasses (escoles religioses), mausoleus, sabils (fonts públiques, sovint associades als kuttabs, o escoles), wikales (caravanserralls urbans per a mercaders)... El període en què es van aixecar és també força ampli, des de l'època dels omeies fins als otomans, passant pels abbàssides, tulúnides, fatimites i especialment els mamelucs.

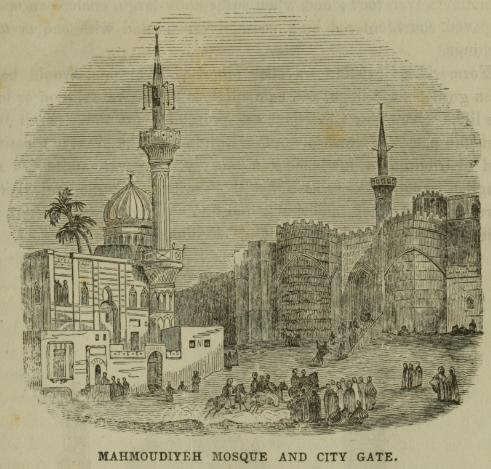
Gravat del Caire, 1855.

Actualment, el Consell Suprem d'Antiguitats, organisme depenent del Ministeri de Cultura egipci, s'encarrega de gestionar el catàleg de monuments islàmics de la ciutat, l'Índex dels Monuments Islàmics del Caire, publicat per primer cop el 1951. Malgrat això, els poc més de sis-cents monuments catalogats no es conserven íntegrament, una part ha desaparegut, i d'altres no es conserven tal com seria desitjable, ja sigui per motius urbanístics, per manca de manteniment o pel terratrèmol del 1992, que va afectar la ciutat. Molts altres estan en ús i ben conservats; en aquest sentit, cal esmentar l'esforç de l'administració per restaurar i revitalitzar els vells carrers i monuments. Val a dir que fora d'aquest catàleg, hi ha encara un nombre important de construccions històriques que per alguna o altra causa no hi figuren.

## Monuments
| Element                                              | Num. del catàleg de monuments islàmics gestionat pel Suprem Consell d'Antiguitats | Data      | Promotor                                |
| ---------------------------------------------------- | --------------------------------------------------------------------------------- | --------- | --------------------------------------- |
| Època califal                                        |                                                                                   |           |                                         |
| Mesquita d'Amr                                       | 319                                                                               | 641-827   | Úmar ibn al-Khattab                     |
| Època abbàssida                                      |                                                                                   |           |                                         |
| Nilòmetre de Rawda                                   | 79                                                                                | 861       | Al-Mutawàkkil                           |
| Època tulúnida                                       |                                                                                   |           |                                         |
| Mesquita d'Ibn Tulun                                 | 220                                                                               | 876-879   | Àhmad ibn Tulun                         |
| Època fatimita                                       |                                                                                   |           |                                         |
| Muralla fatimita                                     | -                                                                                 | 969-1092  | Jàwhar as-Siqil·lí, Badr al-Jamalí      |
| Mesquita d'al-Azhar                                  | 97                                                                                | 970-972   | Al-Muïzz                                |
| Mesquita d'al-Hàkim                                  | 15                                                                                | 990-1013  | Al-Aziz, Al-Hàkim                       |
| Mesquita d'al-Juyuixi (o al-Guyuixí, en àrab egipci) | 304                                                                               | 1085      | Badr al-Jamalí                          |
| Mesquita d'al-Àqmar                                  | 33                                                                                | 1125      | Al-Mamun al-Bataihí                     |
| Mashad de Sayyida Ruqayya                            | 273                                                                               | 1133-21   |                                         |
| Mesquita d'as-Sàlih Talaí                            | 116                                                                               | 1160      | As-Sàlih Talaí, visir fatimita          |
| Època aiúbida                                        |                                                                                   |           |                                         |
| Muralla aiúbida                                      | -                                                                                 | S. XII    | Saladí                                  |
| Mausoleu de l'imam Aix-Xafií                         | 281                                                                               | 1211      | Saladí                                  |
| Època dels mamelucs                                  |                                                                                   |           |                                         |
| Complex de Qalàwun                                   | 43                                                                                | 1284-1285 | Al-Mansur Qalàwun                       |
| Mausoleu de Salar i Sànjar al-Jawilí                 | 221                                                                               | 1303      |                                         |
| Madrassa de Súnqur Sadí Mausoleu de Hàssan Sadaqa    | 263                                                                               | 1315-21   | Súnqur Sadí                             |
| Mesquita d'an-Nàssir Muhàmmad                        | 143                                                                               | 1318      | An-Nàssir Muhàmmad ibn Qalàwun          |
| Mesquita d'al-Maridaní                               | 120                                                                               | 1339      | Altinbughà al-Maridaní                  |
| Mesquita d'Aqsunqur                                  | 123                                                                               | 1346      | Xams-ad-Din Aqsúnqur                    |
| Complex de Xaykhú                                    | 147                                                                               | 1349      |                                         |
| Mesquita i madrassa d'Hasan                          | 133                                                                               | 1356-1363 | An-Nàssir Hàssan                        |
| Madrassa d'Ilghay al-Yussufí                         | 131                                                                               | 1373      | Sayf-ad-Din Ilghay                      |
| Complex de Barquq                                    | 178                                                                               | 1384-1386 | Barquq                                  |
| Complex de Fàraj ibn Barquq                          | 149                                                                               | 1400-1411 | Fàraj ibn Barquq                        |
| Madrassa de Jamal-ad-Din                             | 35                                                                                | 1408      | Jamal-ad-Din al-Ustadar                 |
| Mesquita i mausoleu d'al-Muàyyad                     | 190                                                                               | 1415-1422 | Al-Muàyyad Xaykh                        |
| Complex d'al-Àixraf Barsbay                          | 175                                                                               | 1423-24   | Al-Àixraf Barsbay                       |
| Mesquita de Jàwhar al-Lala                           | 134                                                                               | 1430      |                                         |
| Complex de Barsbay                                   | 121                                                                               | 1432      | Al-Àixraf Barsbay                       |
| Mesquita de Taghribardi                              | 209                                                                               | 1440      | Taghribirdí al-Buklumuixí, emir mameluc |
| Complex de Qàït-bay                                  | 99                                                                                | 1472-1474 | Al-Àixraf Qàït-bay                      |
| Sabil i kuttab de Qaytbay                            | 324                                                                               | 1479      | Al-Àixraf Qàït-bay                      |
| Mesquita de Qijmàs al-Ishaqí                         | 114                                                                               | 1480      | Sayf-ad-Din Qijmàs                      |
| Mesquita d'Àzbak al-Yussufí                          | 211                                                                               | 1494      |                                         |
| Mesquita de Khayr-bak o Kayr Beg                     | 248                                                                               | 1502      |                                         |
| Complex d'al-Ghurí                                   | 189, 64, 66, 67                                                                   | 1503      | Al-Àixraf Qànsawh al-Ghawrí             |
| Complex de Qurqumàs                                  | 162                                                                               | 1506-1507 | Amir Qurqumàs                           |
| Època otomana                                        |                                                                                   |           |                                         |
| Mesquita de Solimà Paixà                             | 142                                                                               | 1528      | Khàdim Sulayman Paixà                   |
| Mesquita de Mahmud Paixà                             | 135                                                                               | 1567      |                                         |
| Mesquita de Màlika Safiyya                           | 200                                                                               | 1610      | Uthman Agà                              |
| Sabil d'Abd-ar-Rahman Katkhudà                       | 21                                                                                | 1744      | Abd-ar-Rahman Katkhudà                  |
| Sabil i kuttab de Ruqayya Dudu                       | 337                                                                               | 1761      | Ruqayya Dudu                            |
| Sabil i kuttab de Nafissa Baydà                      | 358                                                                               | 1796      | Nafissa Baydà                           |
| Sabil i kuttab de Tussun Paixà                       | 401                                                                               | 1820      | Muhàmmad Alí                            |